# Pleasantly Perfect
Pleasantly Perfect (1998-2020) est un cheval de course américain, de race pur-sang anglais. 

## Carrière de course
Acquis pour 775 000 dollars aux ventes de yearlings de Keeneland, Pleasantly Perfect faillit bien ne jamais devoir accomplir une carrière. Resté au box à 2 ans, sa première apparition à 3 ans, en mai 2001, tourne à la catastrophe : le poulain n'achève pas son parcours, et se voit diagnostiquer une infection du péricarde. Mais son entourage croit en son potentiel, le soigne, le garde à l'entraînement, et c'est en cheval tout neuf qu'il se présente en piste à l'aube de ses 4 ans, à un âge où certains de ses contemporains sont déjà partis au haras. Lui, de janvier à juillet, remporte trois de ses six sorties, et tente sa chance à la fin de l'été dans le Pacific Classic. Il y termine quatrième, démontrant sa capacité à évoluer à ce niveau, et ne tarde pas à le confirmer en remportant à l'automne le Goodwood Breeders' Cup Handicap, son premier groupe.  
En 2003, Pleasantly Perfect commence son année doucement, par deux performances en demi-teinte. Blessé, il manque une bonne partie de la saison et revient en octobre réaliser un doublé dans le Goodwood Breeders' Cup Handicap. C'est avec ce modeste palmarès qu'il se présente au départ de la Breeders' Cup Classic, qui réunit en fin d'année les meilleurs chevaux américains de l'année sur le dirt. Semi-outsider, il s'impose devant Medaglia d'Oro. Mais, chose rare, ce succès ne lui offre pas le titre de cheval de l'année aux États-Unis, ni même celui de meilleur cheval d'âge, tous deux revenant à Mineshaft, qui a remporté quatre groupe 1 dans l'année mais a dû mettre un terme à sa saison, et à sa carrière, au cours de l'été.  
Après une rentrée victorieuse en Californie, qu'il n'a jamais quitté jusqu'alors, Pleasantly Perfect fait le voyage jusqu'à Dubaï pour y rafler la Dubai World Cup, une nouvelle fois aux dépens de Medaglia d'Oro. Son compte en banque bien garni, il reparaît à l'été pour prendre la deuxième place d'un groupe 2 et surtout s'offrir un troisième succès de prestige, le Pacific Classic. Il fait ses adieux du côté du Texas, à Lone Star Park, en terminant troisième d'une Breeders' Cup Classic très bien composée (avec la championne Azeri, Ghostzapper, Funny Cide, vainqueur de deux des trois étapes de la Triple Couronne 2003, ou encore Birdstone, vainqueur des Belmont Stakes) et survolée par le champion Ghostzapper. 

### Résumé de carrière
| Date        | Hippodrome     | Pays        | Course                 | Statut      | Distance     | Jockey      | Place       | Écart       | Vainqueur ou deuxième |
| 2001, 3 ans | 2001, 3 ans    | 2001, 3 ans | 2001, 3 ans            | 2001, 3 ans | 2001, 3 ans  | 2001, 3 ans | 2001, 3 ans | 2001, 3 ans | 2001, 3 ans           |
| ----------- | -------------- | ----------- | ---------------------- | ----------- | ------------ | ----------- | ----------- | ----------- | --------------------- |
| 31 mai      | Hollywood Park | États-Unis  | Maiden                 |             | Brice Blanc  | 1 700 m     | DNF         | –           | Modest Man            |
| 2002, 4 ans |                |             |                        |             |              |             |             |             |                       |
| 27 janvier  | Santa Anita    | États-Unis  | Maiden                 |             | Mike Smith   | 1 700 m     | 2e / 7      | 2           | Alott Numbers         |
| 13 février  | Santa Anita    | États-Unis  | Maiden                 |             | Mike Smith   | 1 800 m     | 4e / 9      | 5 ½         | Something dangerous   |
| 27 février  | Santa Anita    | États-Unis  | Maiden                 |             | Mike Smith   | 1 600 m     | 1er / 5     | 1           | Pressure Play         |
| 6 avril     | Santa Anita    | États-Unis  | Optional Claiming      |             | Alex Solis   | 1 700 m     | 2e / 9      | 1           | Hot Market            |
| 20 juin     | Hollywood Park | États-Unis  | General Race           |             | Mike Smith   | 1 700 m     | 1er / 6     | 1           | Eric D.Bomb           |
| 4 juillet   | Del Mar        | États-Unis  | Optional Claiming      |             | Mike Smith   | 1 700 m     | 1er / 7     | 3 ½         | Jimmy Z.              |
| 25 août     | Del Mar        | États-Unis  | Pacific Classic Stakes | Gr. 1       | Alex Solis   | 2 000 m     | 4e / 14     | 2 ¾         | Came Home             |
| 6 octobre   | Santa Anita    | États-Unis  | Goodwood BC Handicap   | Gr. 2       | Alex Solis   | 1 800 m     | 1er / 9     | 3 ¼         | Momentum              |
| 2003, 5 ans |                |             |                        |             |              |             |             |             |                       |
| 2 février   | Santa Anita    | États-Unis  | San Antonio Handicap   | Gr. 2       | Alex Solis   | 1 800 m     | 3e / 6      | 3 ¼         | Congaree              |
| 1er mars    | Santa Anita    | États-Unis  | Santa Anita Handicap   | Gr. 1       | Alex Solis   | 2 000 m     | 4e / 6      | 6           | Milwaukee Brew        |
| 3 octobre   | Santa Anita    | États-Unis  | Goodwood BC Handicap   | Gr. 2       | Alex Solis   | 1 800 m     | 1er / 8     | 1 ½         | Fleetstreet Dancer    |
| 25 octobre  | Santa Anita    | États-Unis  | Breeders' Cup Classic  | Gr. 1       | Alex Solis   | 2 000 m     | 1er / 10    | 1 ½         | Medaglia d'Oro        |
| 2004, 6 ans |                |             |                        |             |              |             |             |             |                       |
| 31 janvier  | Santa Anita    | États-Unis  | San Antonio Handicap   | Gr. 2       | Alex Solis   | 1 800 m     | 1er / 4     | 4           | Star Cross            |
| 27 mars     | Nad Al Sheba   | Dubaï       | Dubai World Cup        | Gr. 1       | Alex Solis   | 2 000 m     | 1er / 12    | 3/4         | Medaglia d'Oro        |
| 1er août    | Del Mar        | États-Unis  | San Diego Handicap     | Gr. 2       | Mike Smith   | 1 700 m     | 2e / 7      | 3/4         | Choctaw Nation        |
| 22 août     | Del Mar        | États-Unis  | Pacific Classic Stakes | Gr. 1       | Jerry Bailey | 2 000 m     | 1er / 8     | 1           | Perfect Drift         |
| 30 octobre  | Lone Star Park | États-Unis  | Breeders' Cup Classic  | Gr. 1       | Jerry Bailey | 2 000 m     | 3e / 13     | 7           | Ghostzapper           |

## Au haras
Après des débuts à 40 000 dollars la saillie, la cote de Pleasantly Perfect n'a cessé de chuter au fil des ans, au point qu'il fut vendu pour l'invraisemblablement modique somme de 32 000 dollars en 2011, effectuant sa dernière saison en 2014 à 5 000 dollars la saillie. L'année suivante, constatant son manque de succès, ses propriétaires le vendent en Turquie où il est mort en 2020. Il a toutefois donné deux vainqueurs de Breeders' Cup : Whitmore, lauréat de la Breeders' Cup Sprint et élu sprinter de l'année, et Shared Account, qui s'adjugea la Breeders' Cup Filly & Mare Turf, et un autre vainqueur de groupe 1 en Argentine. Il est également le père de mère de Sharing (par Speightown), qui remporta la Breeders' Cup Juvenile Turf en 2019. Sa plus singulière progéniture se nomme toutefois Rapid Redux, qui détient le record du nombre de victoires consécutives aux États-Unis, avec 22 succès d'affilée dans des catégories intermédiaires, et auquel son invincibilité en 19 courses en 2011 (égalant le record de victoires sur une année détenue depuis 1948 par le grand Citation, lequel avait toutefois subi une défaite) lui valut un Eclipse Award spécial et le Secretariat Vox Populi Award cette année-là. 

## Origines
Issu d'un belle famille maternelle remontant à l'illustre Plucky Liege, l'une des plus grandes poulinières de l'histoire, Pleasantly Perfect est un fils du champion Pleasant Colony, qui n'est pas passé loin de la Triple Couronne en 1980, puisqu'il termina troisième des Belmont Stakes après s'être adjugé le Kentucky Derby et les Preakness Stakes. Bon étalon (il faisait la monte à 50 000 dollars l'année où il conçut Pleasantly Perfect), il a produit également Pleasant Tap, cheval d'âge de l'année en 1992, Pleasant Stage, 2 ans de l'année en 1991, ou encore l'Irlandais St Jovite (Irish Derby, King George VI & Queen Elizabeth Stakes). 
La mère, Regal State, est une fille du grand champion américain Affirmed, mais elle fit carrière en France, comptant parmi les meilleures juments de sa génération puisqu'elle remporta le Prix Morny et termina seconde du Prix de la Salamandre et du Prix Jacques Le Marois. De retour au pays natal, elle a donné, outre Pleasantly Perfect, Hurricane State (par Miswaki), vainqueur du Prix Eclipse en France, mais aussi Goût de Terroir (par Lemon Drop Kid), mère de la championne anglaise Elusive Kate (par Elusive Quality), lauréate du Prix Marcel Boussac, du Prix Rothschild (deux fois), des Falmouth Stakes, et placée dans le Prix Jacques Le Marois, les Queen Elizabeth II Stakes et les Sun Chariot Stakes. Regal State est une soeur de Seven Springs (par Irish River), championne à 2 ans, lauréate des Prix Morny et Robert Papin, et mère de Distant View (par Mr. Prospector), vainqueur des Sussex Stakes. Leur mère, La Trinité, s'était classée troisième du Prix des Réservoirs et du Prix de la Grotte.

### Pedigree
| Origines de Pleasantly Perfect (USA), mâle bai né en 1998 | Origines de Pleasantly Perfect (USA), mâle bai né en 1998 | Origines de Pleasantly Perfect (USA), mâle bai né en 1998 | Origines de Pleasantly Perfect (USA), mâle bai né en 1998 |
| --------------------------------------------------------- | --------------------------------------------------------- | --------------------------------------------------------- | --------------------------------------------------------- |
| Père Pleasant Colony                                      | His Majesty                                               | Ribot                                                     | Tenerani                                                  |
| Père Pleasant Colony                                      | His Majesty                                               | Ribot                                                     | Romanella                                                 |
| Père Pleasant Colony                                      | His Majesty                                               | Flower Bowl                                               | Alibhai                                                   |
| Père Pleasant Colony                                      | His Majesty                                               | Flower Bowl                                               | Flower Bed                                                |
| Père Pleasant Colony                                      | Sun Colony                                                | Sunrise Flight                                            | Double Jay                                                |
| Père Pleasant Colony                                      | Sun Colony                                                | Sunrise Flight                                            | Misty Morn                                                |
| Père Pleasant Colony                                      | Sun Colony                                                | Colonia                                                   | Corckrullah                                               |
| Père Pleasant Colony                                      | Sun Colony                                                | Colonia                                                   | Nalga                                                     |
| Mère Regal State                                          | Affirmed                                                  | Exclusive Native                                          | Raise A Native                                            |
| Mère Regal State                                          | Affirmed                                                  | Exclusive Native                                          | Exclusive                                                 |
| Mère Regal State                                          | Affirmed                                                  | Won't Tell You                                            | Crafty Admiral                                            |
| Mère Regal State                                          | Affirmed                                                  | Won't Tell You                                            | Scarlet Ribbon                                            |
| Mère Regal State                                          | La Trinité                                                | Lyphard                                                   | Northern Dancer                                           |
| Mère Regal State                                          | La Trinité                                                | Lyphard                                                   | Goofed                                                    |
| Mère Regal State                                          | La Trinité                                                | Promessa                                                  | Darius                                                    |
| Mère Regal State                                          | La Trinité                                                | Promessa                                                  | Peseta (famille 16-a)                                     |